# Lindenmolen
De Lindenmolen is een standerdmolen in de Belgische stad Diest.
Deze molen maalde vanaf 1742 op de Doodsberg te Schaffen. In 1886 werd het gekocht door Petrus Alen. Hij verhuisde de molen naar Assent, alwaar hij het liet heropbouwen door twee schrijnwerkers. De molen werd in 1887 in bedrijf werd gesteld. De molen bleef vier generaties lang in handen van familie Alen. In 1924 droeg Petrus de molen over aan zijn zoon, Ferdinand Alen (1887–1944). Deze produceerde bloem tijdens de Tweede Wereldoorlog en leverde het via het verzet aan onderduikers in de regio. Door verraad in 1944 werd hij opgepakt, verhoord en gedeporteerd. Hij is omgekomen in concentratiekamp Dora-Buchenwald.
De zoon van Ferdinand, Felix Alen, nam het molenaarsbedrijf over. In 1953 werd de molen stilgelegd en maalde men een tijd verder op elektriciteit. Felix Alen, de vierde en laatste generatie van familie Alen, schonk de molen aan de stad Diest, hierin gesteund door de toenmalige stadsarchivaris Van Der Linden, naar wie de molen werd genoemd. Sinds 1960 staat ze op de stadswallen, dicht bij de ingang van het domein Halve Maan.
In 1977 werd de molen een beschermd monument en in 1994 werd de provincie Brabant (nu Vlaams-Brabant) eigenaar. In 2004 subsidieerde Vlaanderen de restauratie van de molen, die sedert 2005 opnieuw in bedrijf is.
Uit een inspectie van Monumentenwacht in 2017 bleek dat het hout van de molen ernstig aangetast was door de grote klopkever. Een restauratie volgde.